# Giulia Cavallari Cantalamessa
Giulia Cavallari Cantalamessa (Imola, 5 marzo 1856 – Bologna, 6 novembre 1935) è stata un'insegnante, scrittrice e attivista italiana.
È stata la prima donna a laurearsi in Lettere in Italia. Stimata e ammirata da allieve e colleghi, durante tutto il corso della sua vita ha intrattienuto rapporti di amicizia con numerose personalità della sua epoca.

## Biografia
Giulia Cavallari nasce ad Imola il 5 marzo 1856 in una famiglia di intellettuali legata ai valori dell'Illuminismo.
Si sensibilizza fin da subito alla condizione femminile grazie alla nonna, Maddalena Monteschi, già fondatrice della prima scuola femminile di Imola, e grazie al clima dell'Italia postunitaria, favorevole ai valori della laicità, dell'uguaglianza e del diritto all'istruzione: è proprio negli anni della sua giovinezza che si delineano le prime politiche a favore dell'istruzione superiore delle donne.
Terminato il corso di studi presso il liceo Galvani nel 1878, Giulia Cavallari si iscrive alla facoltà di Lettere e Filosofia dove conosce Giovanni Pascoli di cui diventa grande amica. Si laurea in Lettere nel 1882 e successivamente in Filosofia, diventando di fatto la prima donna in Italia laureata in Lettere.
Viene scelta da Giosuè Carducci, già suo insegnante all'Alma Mater Studiorum, come insegnante della figlia Titti. Con il poeta sviluppa un legame di stima e amicizia.

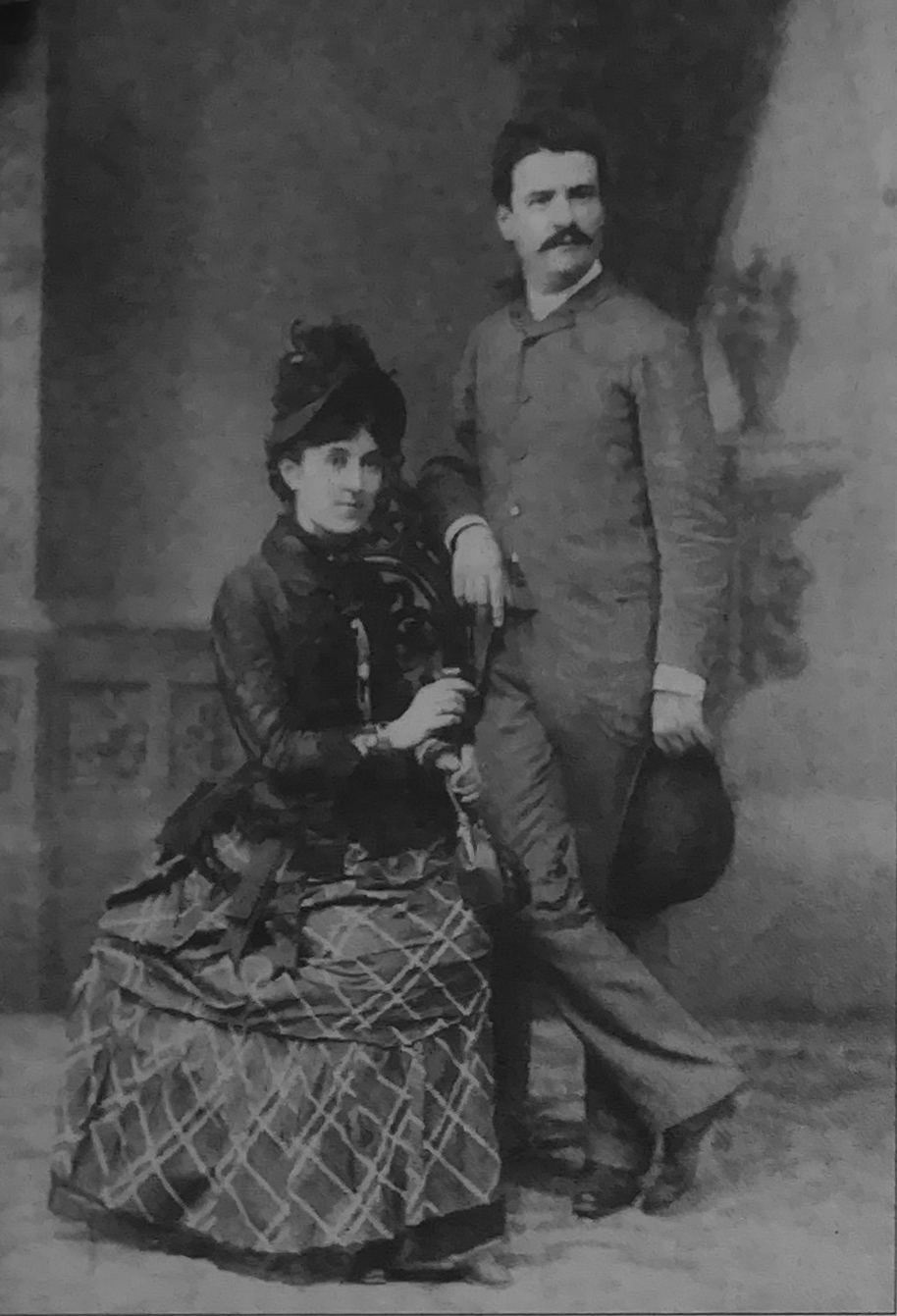
Giulia Cavallari Cantalamessa e marito

Due anni dopo è docente di latino e greco presso la Scuola superiore femminile Erminia Fuà Fusinato di Roma, sino al matrimonio nel 1886 con Ignazio Cantalamessa, primario dell'ospedale Maggiore di Bologna e docente universitario, con cui avrà una figlia. 
Rimasta vedova nel 1896, Cavallari riprende ad insegnare presso la Scuola Normale femminile di Bologna e successivamente alla Scuola professionale femminile che riorganizza e intitola alla Regina Margherita.
Giulia Cavallari scrive liriche, saggi, commedie per ragazzi e testi didattici.
La sua militanza nell'ambito del campo educativo è autentica passione volta al miglioramento culturale della donna. Pertanto si fa promotrice di avvenimenti culturali cittadini, mentre collabora al periodico La donna (1868-1891), fondato da Gualberta Beccari, importantissimo mezzo informativo del movimento per l'emancipazione femminile. In particolare due saggi, La donna nel Risorgimento nazionale e Della dignità della donna attestano un senso di solidarietà particolare e di rispetto che coinvolge, senza distinzioni, le protagoniste borghesi del Risorgimento e le operaie. 
Oltre alle tematiche femminili si interessa alle figure di Nicolò Tommaseo e al riformista Huldreich Zwingli su cui tiene conferenze, in un quadro più ampio di riflessione critica sui compromessi tra gli ideali repubblicani e la monarchia sabauda.
Il suo salotto è frequentato da Pascoli, Carducci, Ferrari, Costa, Cavallotti, Saffi e altri intellettuali.

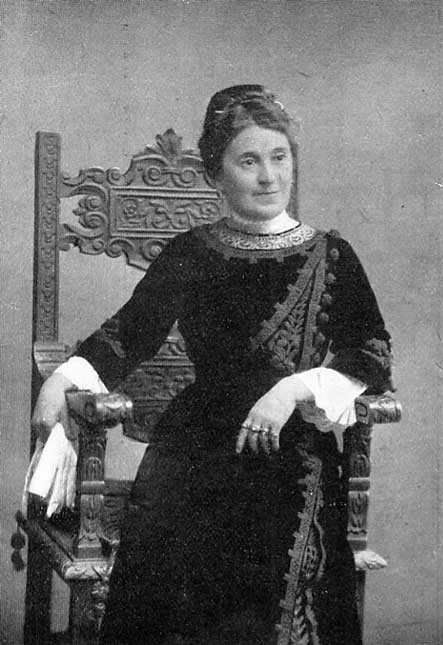
Ritratto fotografico di Giulia Cavallari

Dal 1899 diviene direttrice, per oltre trent'anni, dell'Istituto delle figlie dei militari della Villa della Regina a Torino, città in cui si trasferisce assieme alla famiglia. Con il suo approccio pedagogico più aperto riformerà il sistema dell'istruzione dell'Istituto.
La sua produzione letteraria in età giolittiana è in linea con gli ideali patriottici e confluisce nei Canti di guerra, di vittoria e di pace del 1925.
Conclusa l'esperienza torinese, rientra a Bologna, la città particolarmente amata, e qui si spegne all'età di 79 anni, il 6 novembre 1935. La sua lapide è posta nel braccio centrale della Galleria del Chiostro IX, nel cimitero monumentale della Certosa di Bologna.

## Il fondo speciale Giulia Cavallari Cantalamessa

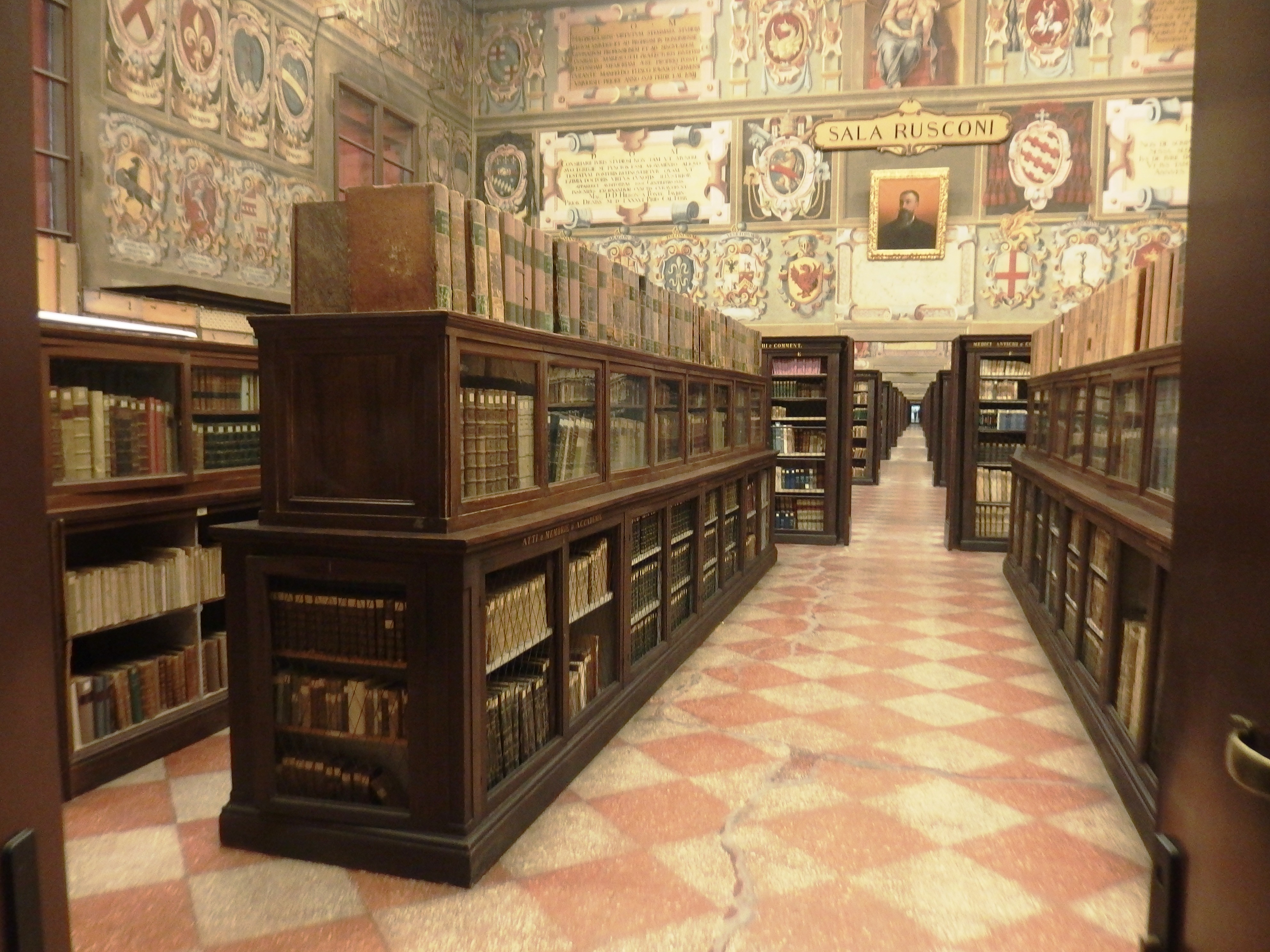
La biblioteca dell'Archiginnasio.

La biblioteca dell'Archiginnasio conserva nel "Fondo Giulia Cavallari Cantalamessa" la documentazione di carattere personale e familiare della saggista nonché quella relativa alla sua attività professionale, con documenti databili dal 1882 al 1935. 
Le carte personali comprendono diplomi di laurea, carteggio con il marito e con amici, fotografie, manoscritti, appunti, volumi e opuscoli a stampa; la parte inerente all'attività professionale comprende documentazione manoscritta e dattiloscritta, fotografie e articoli a stampa.
L'acquisizione del fondo è avvenuta con modalità e in periodi distinti.
Tiziano Costa, che aveva stretto legami amicali con la famiglia Cantalamessa, ha donato un primo nucleo di documentazione nel 2005, a cui ne sono seguiti altri.
Nel 2008 il fondo si è arricchito di una nuova donazione dell'associazione bolognese "Famèja Bulgnèisa".
Un anno dopo, grazie a una sponsorizzazione privata, ha raggiunto il fondo un cospicuo nucleo di fotografie raccolte da Tiziano Costa e provenienti dalla famiglia Cantalamessa.
Nel 2011 il progetto «Censimento degli archivi femminili della provincia di Bologna» ha recensito tra altri il fondo Giulia Cavallari.
La corrispondenza con Giosuè Carducci è invece conservata presso l'archivio di Casa Carducci.

## Opere
- Giulia Cavallari Cantalamessa, Pensieri, Bologna, Arti grafiche Guidastri & Roncagli, 1938.
- Giulia Cavallari Cantalamessa, La donna nel Risorgimento nazionale, Bologna, Zanichelli, 1892.
- Giulia Cavallari Cantalamessa, Canti di guerra, di vittoria e di pace, 1925.